# Herbert Rawlinson
Herbert Rawlinson (New Brighton, 15 novembre 1885 – Los Angeles, 12 luglio 1953) è stato un attore britannico.

## Filmografia parziale

### Attore

#### 1911
- The Cowboy and the Shrew -  cortometraggio (1911)
- The Still Alarm, regia di Francis Boggs – cortometraggio (1911)
- Stability vs. Nobility, regia di Hobart Bosworth – cortometraggio (1911)
- Where There's a Will, There's a Way, regia di Francis Boggs – cortometraggio (1911)
- The Novice, regia di Francis Boggs – cortometraggio (1911)
- Range Pals, regia di Francis Boggs – cortometraggio (1911)
- Told in the Sierras, regia di Francis Boggs – cortometraggio (1911)
- The Craven Heart, regia di Francis Boggs – cortometraggio (1911)
- It Happened in the West, regia di Hobart Bosworth – cortometraggio (1911)
- The Profligate, regia di Francis Boggs – cortometraggio (1911)
- Slick's Romance, regia di Francis Boggs – cortometraggio (1911)
- Their Only Son, regia di Francis Boggs – cortometraggio (1911)
- The Regeneration of Apache Kid, regia di Francis Boggs – cortometraggio (1911)
- The Blacksmith's Love, regia di Francis Boggs – cortometraggio (1911)
- Through Fire and Smoke, regia di Francis Boggs – cortometraggio (1911)
- How Algy Captured a Wild Man, regia di Francis Boggs – cortometraggio (1911)
- The Heart of John Barlow, regia di Francis Boggs – cortometraggio (1911)
- The Rival Stage Lines, regia di Francis Boggs – cortometraggio (1911)
- The Artist's Sons, regia di Francis Boggs – cortometraggio (1911)
- Out-Generaled, regia di Francis Boggs – cortometraggio (1911)
- Making a Man of Him, regia di Francis Boggs – cortometraggio (1911)
- On Separate Paths, regia di Francis Boggs – cortometraggio (1911)
- Little Injin, regia di Hobart Bosworth – cortometraggio (1911)
- The Coquette, regia di Francis Boggs – cortometraggio (1911)
- Old Billy, regia di Francis Boggs – cortometraggio (1911)
- Lieutenant Grey of the Confederacy, regia di Francis Boggs – cortometraggio (1911)
- The New Superintendent, regia di Francis Boggs – cortometraggio (1911)
- Blackbeard, regia di Francis Boggs – cortometraggio (1911)
- The Right Name, But the Wrong Man, regia di Frank Montgomery – cortometraggio (1911)
- A Diamond in the Rough, regia di Francis Boggs – cortometraggio (1911)
- The Maid at the Helm, regia di Francis Boggs – cortometraggio (1911)
- Evangeline, regia di Hobart Bosworth – cortometraggio (1911)
- For His Pal's Sake, regia di Frank Montgomery – cortometraggio (1911)
- The Little Widow, regia di Francis Boggs – cortometraggio (1911)

#### 1912
- The Peacemaker, regia di Francis Boggs – cortometraggio (1912)
- Merely a Millionaire, regia di Hobart Bosworth – cortometraggio (1912)
- A Diplomat Interrupted, regia di Frank Montgomery – cortometraggio (1912)
- The Bandit's Mask, regia di Frank Montgomery – cortometraggio (1912)
- The Test, regia di Frank Montgomery – cortometraggio (1912)
- Disillusioned, regia di Hobart Bosworth – cortometraggio (1912)
- The Danites, regia di Francis Boggs – cortometraggio (1912)
- The Shrinking Rawhide, regia di Frank Montgomery – cortometraggio (1912)
- The Ace of Spades, regia di Colin Campbell – cortometraggio (1912)
- A Crucial Test, regia di Frank Montgomery – cortometraggio (1912)
- The Ones Who Suffer, regia di Colin Campbell – cortometraggio (1912)
- The Hobo, regia di Hobart Bosworth – cortometraggio (1912)
- Me an' Bill, regia di Colin Campbell – cortometraggio (1912)
- Darkfeather's Strategy, regia di Frank Montgomery – cortometraggio (1912)
- The End of the Romance, regia di Frank Montgomery – cortometraggio (1912)
- Brains and Brawn, regia di Fred Huntley – cortometraggio (1912)
- The Lost Hat, regia di Frank Montgomery – cortometraggio (1912)
- The Old Stagecoach, regia di Fred Huntley – cortometraggio (1912)
- The Vision Beautiful, regia di Colin Campbell – cortometraggio (1912)
- In Exile, regia di Fred Huntley – cortometraggio (1912)
- The Vow of Ysobel, regia di Fred Huntley – cortometraggio (1912)
- The Girl and the Cowboy, regia di Fred Huntley – cortometraggio (1912)
- The Polo Substitute, regia di Colin Campbell – cortometraggio (1912)
- Sergeant Byrne of the Northwest Mounted Police, regia di Colin Campbell – cortometraggio (1912)
- The Trade Gun Bullet, regia di Hobart Bosworth – cortometraggio (1912)
- Partners, regia di Colin Campbell – cortometraggio (1912) )
- When Edith Played Judge and Jury, regia di Hobart Bosworth – cortometraggio (1912)
- Euchred, regia di Colin Campbell – cortometraggio (1912)
- Monte Cristo, regia di Colin Campbell – cortometraggio (1912)
- The Fisherboy's Faith, regia di Colin Campbell – cortometraggio (1912)
- Carmen of the Isles, regia di Colin Campbell – cortometraggio (1912)
- The Legend of the Lost Arrow, regia di Hobart Bosworth – cortometraggio (1912)
- Shanghaied, regia di Colin Campbell – cortometraggio (1912)
- Atala, regia di Hobart Bosworth – cortometraggio (1912)
- Miss Aubry's Love Affair, regia di Hobart Bosworth – cortometraggio (1912)
- The Triangle, regia di Colin Campbell – cortometraggio (1912)
- John Colter's Escape, regia di Hobart Bosworth – cortometraggio (1912)
- The Girl of the Mountain, regia di Harry McRae Webster – cortometraggio (1912)
- The God of Gold, regia di Colin Campbell – cortometraggio (1912)
- Our Lady of the Pearls, regia di Henry MacRae – cortometraggio (1912)
- The Liar
- Arthur Preston Hankins – cortometraggio (1912)
- Our Lady of the Pearls, regia di Henry MacRae – cortometraggio (1912)
- The Liar – cortometraggio (1912)

#### 1913
- A Black Hand Elopement – cortometraggio (1913)
- Pierre of the North, regia di Henry MacRae – cortometraggio (1913)
- Her Only Son, regia di Lem B. Parker – cortometraggio (1913)
- The Flaming Forge, regia di Colin Campbell – cortometraggio (1913)
- The Old Clerk, regia di Henry MacRae – cortometraggio (1913)
- The Woodman's Daughter, regia di Fred Huntley – cortometraggio (1913)
- A Wise Old Elephant, regia di Colin Campbell – cortometraggio (1913)
- In the Days of Witchcraft, regia di Fred Huntley – cortometraggio (1913)
- Buck Richard's Bride, regia di Fred Huntley – cortometraggio (1913)
- Indian Summer, regia di Lem B. Parker – cortometraggio (1913)
- The Girl and the Judge, regia di Lem B. Parker – cortometraggio (1913)
- A Flag of Two Wars, regia di Fred Huntley – cortometraggio (1913)
- The Beaded Buckskin Bag, regia di E.A. Martin – cortometraggio (1913)
- In God We Trust, regia di E.A. Martin – cortometraggio (1913)
- The Trail of Cards, regia di E.A. Martin – cortometraggio (1913)
- The Acid Test, regia di E.A. Martin – cortometraggio (1913)
- The Child of the Sea, regia di Lem B. Parker – cortometraggio (1913)
- The Rancher's Failing, regia di Fred Huntley – cortometraggio (1913)
- In the Midst of the Jungle, regia di Henry MacRae – cortometraggio (1913)
- The Sea Wolf

#### 1914
- For the Freedom of Cuba
- One of the Bravest
- The Law of His Kind
- Captain Jenny, S.A.
- By Radium's Rays
- Won in the Clouds, regia di Otis Turner – cortometraggio (1914)
- Dangers of the Veldt
- On the Verge of War
- The Woman in Black
- The Spy
- The Sands of Life
- On the Rio Grande
- Prowlers of the Wild
- The Sob Sister
- Through the Flames
- Martin Eden
- A Prince of Bavaria, regia di Frank Lloyd – cortometraggio (1914)
- As the Wind Blows
- Kid Regan's Hands
- The Vagabond, regia di Frank Lloyd – cortometraggio (1914)
- The Link That Binds
- The Chorus Girl's Thanksgiving
- The Opened Shutters
- Traffic in Babies, regia di Frank Lloyd – cortometraggio (1914)
- Damon and Pythias
- Called Back
- A Page from Life
- The Big Sister's Christmas

#### 1915
- The Flash
- Changed Lives, regia di Otis Turner – cortometraggio (1915)
- The Black Box, regia di Otis Turner - serial cinematografico in 15 episodi (1915)
- The Grail
- Homage
- The Great Ruby Mystery, regia di Otis Turner – cortometraggio (1915)
- The Gopher
- The Social Lion
- Misjudged
- The Queen of Hearts
- Her Prey
- The Fair God of Sun Island
- On the Level, regia di William Worthington – cortometraggio (1915)
- In Search of a Wife
- As the Shadows Fall

#### 1916
- The Reward of Chivalry
- The Family Secret
- The Dupe
- After the Play
- The Best Man's Bride
- The Mark of a Gentleman
- Darcy of the Northwest Mounted
- The Wire Pullers
- The Rose Colored Scarf
- The False Part
- They Wouldn't Take Him Seriously
- Nature Incorporated
- Lee Blount Goes Home
- Little Eve Edgarton
- Main 4400
- The Eagle's Wings

#### 1917
- The Great Torpedo Secret
- The Scarlet Crystal
- Like Wildfire
- Come Through
- Caught in the Act
- The Smoldering Spark, regia di Colin Campbell – cortometraggio (1917)
- Flirting with Death
- The Man Trap
- The High Sign

#### 1918
- The Flash of Fate, regia di Elmer Clifton (1918)
- Brace Up
- Smashing Through
- Back to the Woods, regia di George Irving
- Out of the Night
- The Turn of the Wheel, regia di Reginald Barker (1918)
- The Mating
- Kiss or Kill

#### 1919
- Good Gracious, Annabelle, regia di George Melford (1919)
- The Common Cause, regia di J. Stuart Blackton (1919)

#### 1921
- Charge It, regia di Harry Garson (1921)
- Cheated Hearts, regia di Hobart Henley (1921)

- Man Under Cover, regia di Tod Browning (1922)
- Fools and Riches, regia di Herbert Blaché (1923)
- A Million to Burn, regia di William Parke (1923)
- High Speed, regia di Herbert Blaché (1924)
- The Tomboy, regia di David Kirkland (1924)
- The Prairie Wife, regia di Hugo Ballin (1925)
- My Neighbor's Wife, regia di Clarence Geldart (1925)
- The Gilded Butterfly, regia di John Griffith Wray (1926)
- The Belle of Broadway, regia di Harry O. Hoyt (1926)
- Her Sacrifice, regia di Wilfred Lucas (1926)
- Mogli sfuggenti (Slipping Wives), regia di Fred Guiol (1927)
- Moonlight and Pretzels, regia di Karl Freund (1933)
- Espiazione (The People's Enemy), regia di Crane Wilbur (1935)
- Sterminateli senza pietà (Show Them No Mercy!), regia di George Marshall (1935)
- Le belve della città (Bullets or Ballots), regia di William Keighley (1936)
- La legge della foresta (God's Country and the Woman), regia di William Keighley (1937)
- Il nemico dell'impossibile (The Go Getter), regia di Busby Berkeley (1937)
- Vivo per il mio amore (That Certain Woman), regia di Edmund Goulding (1937)
- Back in Circulation, regia di Ray Enright (1937)
- Blake of Scotland Yard, regia di Robert F. Hill (1937)
- Il gigante biondo (The Kid Comes Back), regia di B. Reeves Eason (1938)
- Tramonto (Dark Victory), regia di Edmund Goulding (1939)
- La bolgia dei vivi (You Can't Get Away with Murder), regia di Lewis Seiler (1939)
- Come Robinson Crusoè (Swiss Family Robinson), regia di Edward Ludwig (1940)
- La taverna dei sette peccati (Seven Sinners), regia di Tay Garnett (1940)
- Rivalità (Silver Queen), regia di Lloyd Bacon (1942)
- Doughboys in Ireland, regia di Lew Landers (1943)
- Forty Thieves, regia di Lesley Selander (1944)
- Il grande agguato (Brimstone), regia di Joseph Kane (1949)
- L'inafferrabile (Fighting Man of the Plains), regia di Edwin L. Marin (1949)
- Jail Bait, regia di Edward D. Wood Jr. (1954)

### Produttore
- The High Sign, regia di Elmer Clifton (1917)
- The Flash of Fate, regia di Elmer Clifton (1918)